# Nigel (Oost-Rand)
Nigel is een plaats in de Zuid-Afrikaanse provincie Gauteng waar aan mijnbouw wordt gedaan. In 1886 werd er goud gevonden waarna Nigel Gold Mining Company opgericht werd. Mijnbouw en andere vormen van zware industrie spelen anno 2011 nog een grote rol in de economie van het dorp. Nigel werd in 2000 onderdeel van de gemeente Oost-Rand. Nigel telt ongeveer 40.000 inwoners.

## Subplaatsen
Het nationaal instituut voor de statistiek, Stats SA, deelt sinds de census 2011 deze hoofdplaats in in 22 zogenaamde subplaatsen (sub place), waarvan de grootste zijn:
Dunnottar • Alra Park • Nigel SP • Alrapark Wagplek.